# Hôtel Catel-Béghin
L’hôtel Catel-Béghin est un hôtel particulier situé à Lille, dans le département du Nord.

## Localisation
L'hôtel est situé 19bis-21 boulevard de la Liberté, à Lille. Le portail de l'hôtel, donnant accès à la cour et aux écuries, est situé rue Macquart.

## Histoire
Commandé par l'industriel et négociant André Catel-Béghin, maire de Lille de 1873 à 1878, l'hôtel, érigé par l'architecte Henri Contamine, est achevé en 1877. 
Au cours du XXe siècle, l'hôtel est utilisé par le service social de la préfecture du Nord avant d'être désaffecté en 1995. Abandonné pendant une quinzaine d'années, il est racheté en 2010 au Conseil général du Nord par une SCI familiale. 
L'hôtel et ses écuries ont été inscrits au titre des monuments historiques le 6 mai 2014.

## Architecture
Témoin des grands hôtels particuliers érigés par la bourgeoisie industrielle lilloise dans la seconde moitié du XIXe siècle, l'hôtel de style Second Empire mêle références à la Renaissance française et classicisme, notamment en façade, qui porte de nombreux ornements sculptés. Le décor intérieur et la distribution d'origine ont été préservés.
La revue de l'architecture et de la construction dans le Nord en fournit un descriptif en 1895 et la liste des artistes qui y sont intervenus.